# Дроллинг, Луиза
Луиза Дроллинг (Дроллен; фр. Louise-Adéone Drölling; 29 мая 1797, Париж — 20 марта 1834, там же) — французская художница.
Дочь художника-якобинца Мартена Дроллинга, сестра художника Мишеля Мартена Дроллинга. Училась живописи у своего отца; в юности нередко служила моделью для отца и брата. Состояла в двух браках, но не имела детей.
Работы Луизы Дроллинг пользовались успехом на Парижском салоне, где она в 1827 году получила золотую медаль.
Писала портреты и жанровые сцены в интимной манере, выбирая для портретируемых необычные ракурсы — пейзажный парк с бурно зеленеющей растительностью, окна, распахнутые на готический собор. В творчестве Луизы Дроллинг чувствуется влияние не только французского стиля «трубадур», но и возвышенного немецкого романтизма.
Скончалась в Париже в возрасте 36 лет. Работы хранятся в коллекциях ряда крупных музеев Франции, США и даже Австралии.

## Галерея

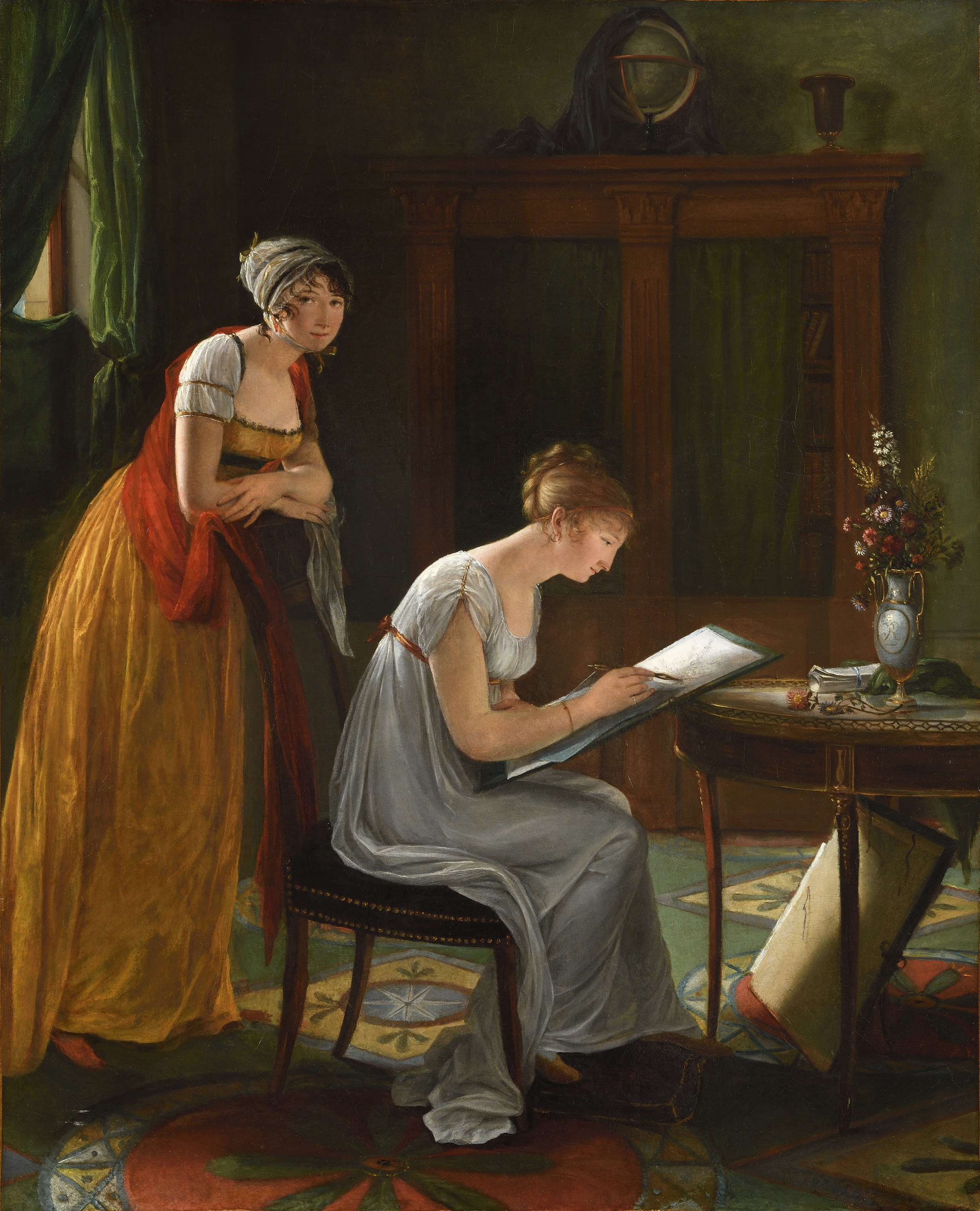
Автопортрет с ученицей (предположительно). Художественная галерея Южной Австралии, Аделаида
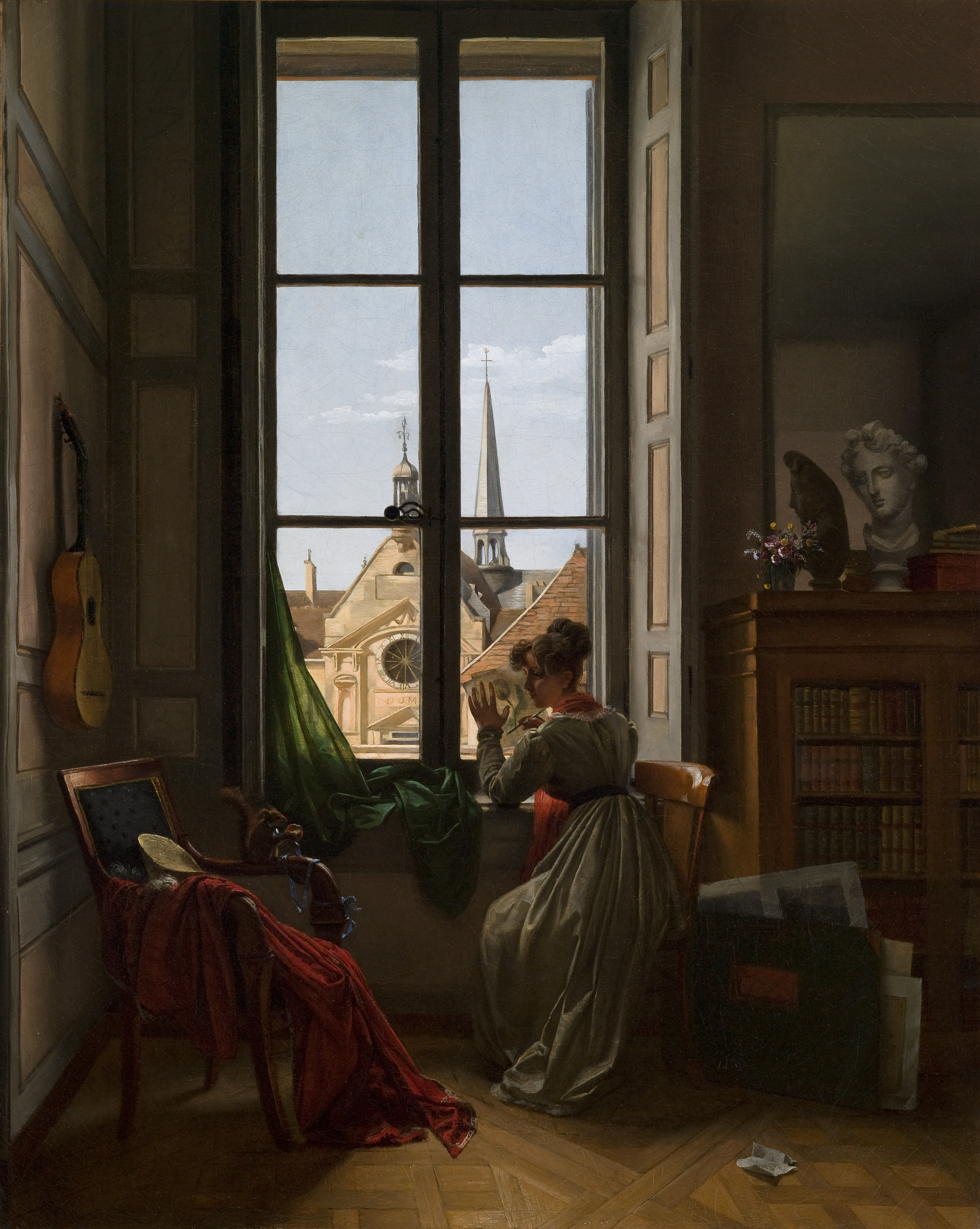
Портрет молодой женщины в интерьере. Сент-Луисский художественный музей, Сент-Луис, Миссури, США
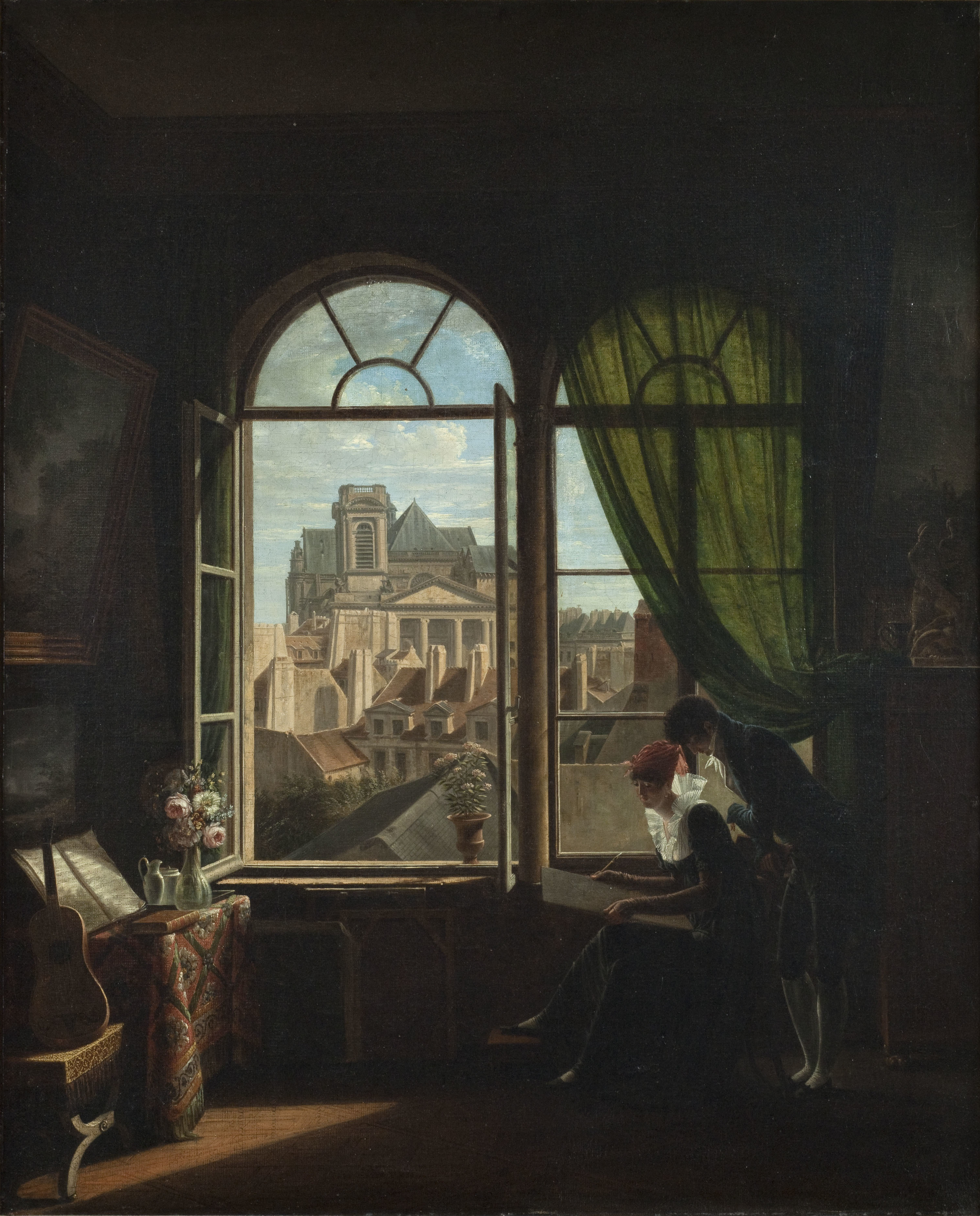
Мастерская художницы с видом на церковь Сен-Эсташ. Музей Карнавале, Париж
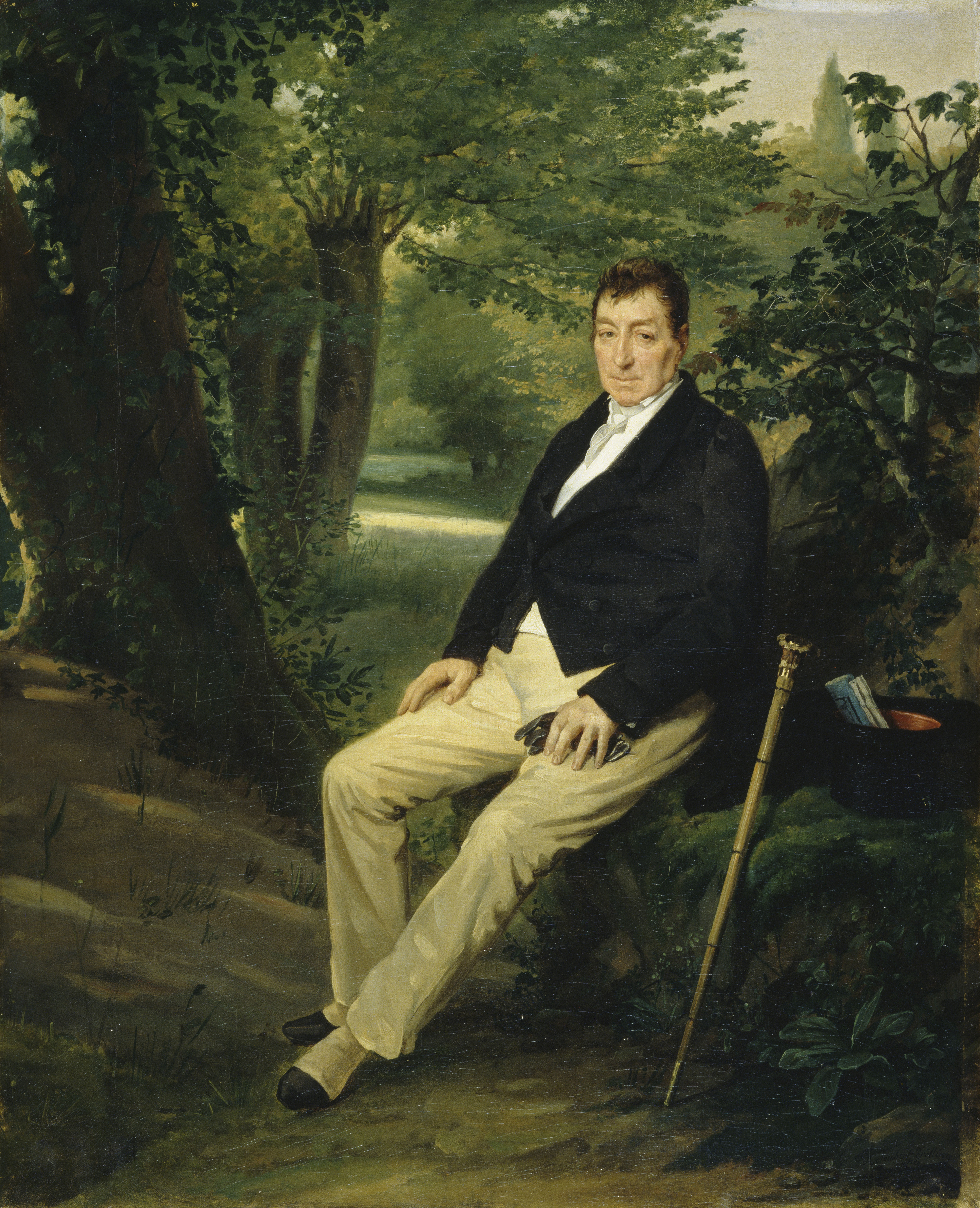
Портрет маркиза Лафайета, исполненный с натуры в 1830 году. Музей армии (Париж)